# Bangeran (Dukun)
Bangeran is een bestuurslaag in het regentschap Gresik van de provincie Oost-Java, Indonesië. Bangeran telt 1737 inwoners (volkstelling 2010).